# Peetzsee
Der Peetzsee gehört zur Grünheider Seenkette, 35 km südöstlich von Berlin im Ort Grünheide bei Erkner. Er hat eine Maximaltiefe von 25,1 Metern, im Durchschnitt 4 bis 5 Meter. Der Name ist vom slawischen Wort pêsŭkŭ für Sand abgeleitet.
Die Seenkette vom Möllensee bis zum Werlsee ist Teil der sog. sonstigen Binnenwasserstraße des Bundes Löcknitz (Lö), die bei Erkner im Flakensee Anschluss an die Bundeswasserstraße Rüdersdorfer Gewässer hat, die hier den Unterlauf der Löcknitz nutzt. Zuständig ist das Wasserstraßen- und Schifffahrtsamt Spree-Havel. Geografisch betrachtet bildet die Seenkette die Neue Löcknitz. Sie ist ein Zufluss der Löcknitz und verbindet den Peetzsee in Form kurzer Kanäle mit dem Möllensee nach Norden (Zufluss) und dem Werlsee nach Westen (Abfluss). Im Sommer herrscht hier eine rege Schifffahrt, das Baden und Angeln ist erlaubt. Bekannt ist der Binnensee für seine schönen großen Karpfen und Schleien.
| \| \|                                                 |
| Löcknitz-Stöbber-Rinne; Peetzsee mit hellblauer Marke |
|                                                       |